# Festival Cruïlla Barcelona
El Festival Cruïlla és un festival de música organitzat per l'empresa Cruïlla Barcelona i que se celebra anualment el mes de juliol al Parc del Fòrum de Barcelona. Ofereix actuacions d'artistes de primer nivell internacional i nacional. A part dels concerts, el festival presenta mostres de cultura popular com actuacions de colles castelleres, grafitis i jocs cooperatius. Es caracteritza per comptar amb la presència d'ONG com Amnistia Internacional o cooperatives com Som Energia.
Forma part de la filosofia del festival defugir qualsevol etiqueta estilística. S'hi poden trobar grups de Ska, pop, hip-hop, reggae, folk, flamenc o rock. El nom de l'esdeveniment parteix d'aquest concepte d'encreuament de diferents vies.

## Història

### Cruïlla de Cultures de Mataró

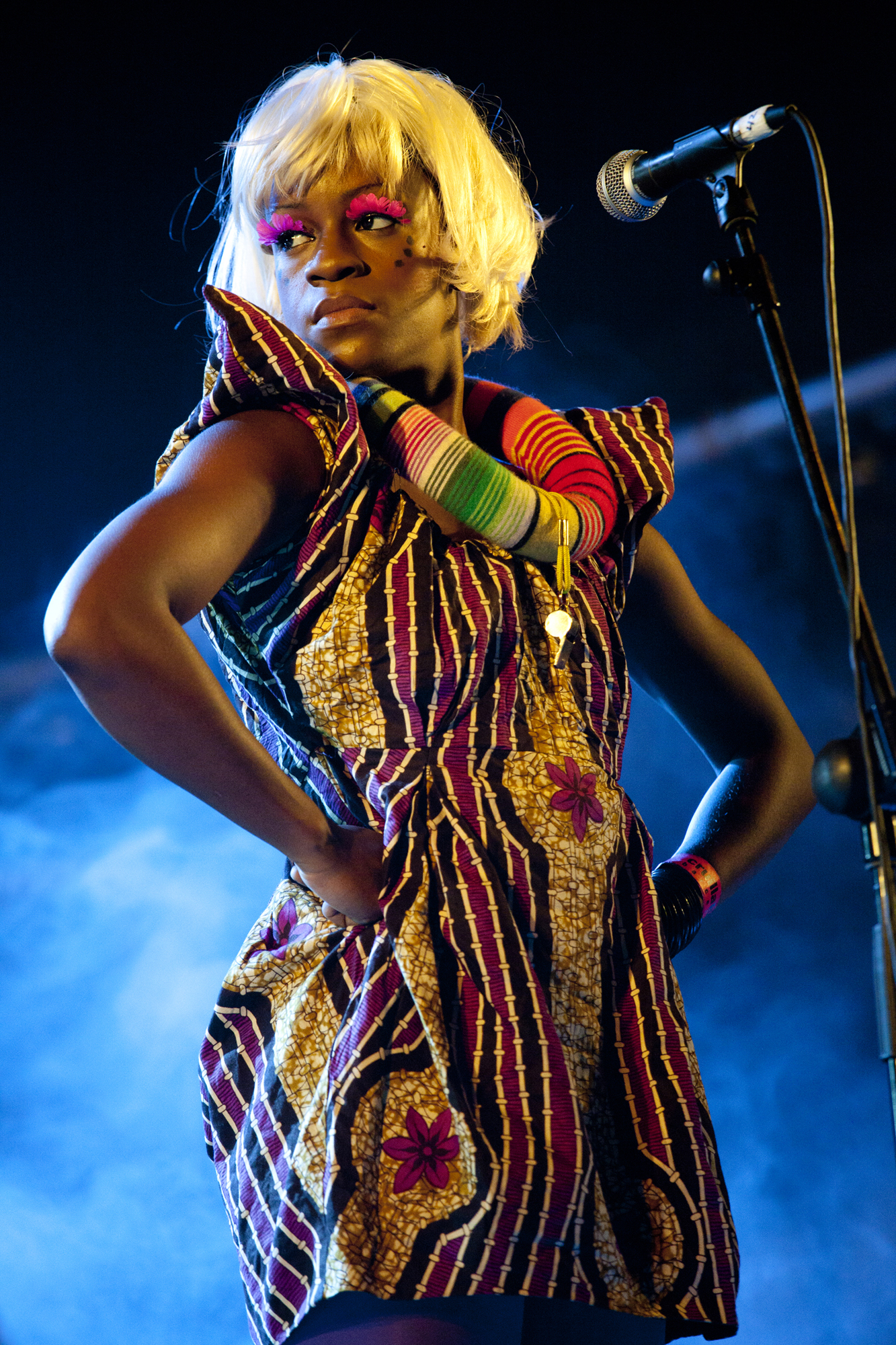
Ebony Bones al Festival Cruïlla Barcelona 2010

El festival de Mataró va ser la gènesi del que acabaria sent el festival barceloní. Va celebrar la seva primera edició el 2005 amb la mateixa filosofia artística que el Cruïlla Barcelona, però en un format més reduït quant a públic i programació, però més extens en dies. El cicle era organitzat per la Casa de la Música Popular de Mataró, un projecte compartit entre la Sala Clap i l'ajuntament de la ciutat, i s'allargava durant dos mesos ocupant diferents recintes de la ciutat.
Des del 2005 fins al 2009, hi van passar artistes com Bersuit, Jimmy Cliff, The Wailers o Manu Chao. Aquest últim va ser el cap de cartell de l'edició del 2009, esgotant les 10.000 entrades posades a la venda. Va ser precisament la magnitud que va agafar el cicle en aquesta edició el que va provocar un enfrontament entre organitzadors i ajuntament per la manca d'espais adequats, fet que va acabar amb la notícia que no es tornaria a celebrar cap edició més. Durant les cinc edicions del festival hi van passar unes 150.000 persones.

### Cruïlla Barcelona
Paral·lelament al cicle mataroní, la Sala Clap va decidir exportar el format a la ciutat de Barcelona, on es va celebrar la primera edició del llavors anomenat Cruïlla BCN. Les dues primeres edicions, el 2008 i 2009, van ser dos petits festivals d'un sol dia i van gaudir actuacions de grups principalment de reggae, ska i mestissatge.
- 2008ː Es va realitzar una data a finals d'agost, hi van actuar grups internacionals com Tiken Jah Fakoly i Asian Dub Foundation juntament amb d'altres nacionals com Amparanoia.[6]

- 2009ː El festival es va realitzar al setembre i els grups principals van ser Dub Inc, Gentleman, La Mala Rodríguez i La Pegatina.[cal citació]

- 2010ː El festival va créixer i va passar a durar dos dies amb tres escenaris. També va augmentar el nivell i quantitat dels artistes, així com el nombre d'estils musicals exhibits. El festival va estar encapçalat per Ben Harper, Alpha Blondy, Macaco, Love of Lesbian i Kase-O.[7]

- 2011ː El festival va comptar amb quatre escenaris i va créixer el volum d'assistents (22.000 persones). La part alta del cartell va incloure grups com Jack Johnson, Madness, Public Enemy o Calle 13.[8][9]

- 2012ː El festival es va identificar amb la frase "Joy no division", el primer d'una sèrie d'eslògans que aniran caracteritzant el festival durant diversos anys. En aquesta edició, l'organització pretenia consolidar-lo com el tercer gran festival de la ciutat, darrere del Primavera Sound i el Sónar. Hi van actuar bandes com Iggy & The Stooges, M.I.A., The Specials o Cypress Hill. L'afluència va ser un cop més de 22.000 persones.[10]

- 2013ː La frase escollida va ser "We are Music", un cop més en anglès per intentar obrir el festival cap al públic internacional. En aquesta edició hi va haver un cop més un fort increment de públic, que va arribar a les 31.000 persones.[11] Els caps de cartell van ser Snoop Dogg, Suede, Cat Power, Rufus Wainwright, Morcheeba i James Morrison.

- 2014ː Va tornar a haver-hi un increment de dies, passant-ne a tres, i d'espectadors, que van arribar a la xifra de 42.000 persones.[12] El tercer dia, un diumenge, va voler ser una jornada més familiar, encapçalada per la francesa Zaz. Els altres dies els protagonistes van ser Macklemore, Jack Johnson i Band of Horses.

- 2015ː Va passar a anomenar-se únicament Festival Cruïlla i adopta com a lema "Barcelona Summer Festival", apropant-se encara més al públic internacional. A més, es va crear per a l'ocasió, en col·laboració amb PayPal, un sistema de pagament de compres dins el festival que consistia en una polsera amb un petit xip que identifica al seu propietari. Va convertir-se així en el primer festival "full cashless" del món, ja que aquest era l'únic sistema de pagament.[13] Pel que fa als artistes, van estar encapçalats per Kendrick Lamar, Franz Ferdinand & Sparks, Lauryn Hill, Jamie Cullum, Damian Marley, Aloe Blacc, Of Monsters and Men, etc. En aquesta edició es va arribar a rècord tant d'espectadors per dia, 22.000 el segon, com en total, 46.000.[14]
- 2019ː Els artistes presents a la 10a edició foren The Black Eyed Peas, Kylie Minogue, Foals, Garbage, Vetusta Morla,[15]
- 2020ː Els artistes presents a l'11a edició foren Gwen Stefani, Placebo, Txarango, Kase.O, Of Monsters and Men,[16] però enmig de la Pandèmia de COVID-19 a Catalunya es va ajornar[17] fins tenir lloc del 8 al 10 de juliol i va organitzar un cribratge a tots els assistents per prevenir el contagi de la covid. Per això, el festival va fer 25.000 proves d'antígens cada dia;[18] tot i això, van resultar un nombre molt més alt de contagis del que s'esperava.[19] El cartell va estar format per Manel, Dorian, Amaral, Sopa de Cabra, Natos y Waor i Morcheeba, entre d'altres.[18]
- 2024ː La catorzena edició del Festival va tancar una edició amb rècord d'assistents (77.000 espectadors), amb Pet Shop Boys i Smashing Pumpkins com a caps de cartell i amb les bandes catalanes més punteres del moment: The Tyets i Oques Grasses, així com Ginestà, Al·lèrgiques al Pol·len i Marala.[20]

## Premis
- Guanyador dels premis ARC 2015 al millor cicle de música o festival[21]
- Guanyador del Premios Fest 2019 a «Millor festival per Innovació»[cal citació]
- Guanyador del Premios Aster 2019 a «Premio Aster de Innovación Digital 2019»[cal citació]

## Llocs oficials
- Pàgina web: www.cruillabarcelona.com
- Pàgina Facebook: www.facebook.com/festivalcruilla
- Compte Twitter: twitter.com/cruillabcn